# Ashen (videojuego de 2018)
Ashen es un juego de rol de acción desarrollado por el estudio A44 de Nueva Zelanda y publicado por Annapurna Interactive. Está ambientado en un entorno de baja fantasía.

## Jugabilidad
El juego se desarrolla en un mundo sin sol y cuenta la historia de un personaje que busca un hogar. El juego se describe como que incluye exploración de mundo abierto, cooperación o competencia con otros jugadores y combate con monstruos en el mundo. El juego se presenta en una vista en tercera persona, con una presentación de gráficos sombreados en celdas silenciados.
El juego sigue la mecánica y el combate al estilo de Dark Souls. Tanto el combate como la exploración en un mundo abierto fueron elementos clave del diseño del juego. Los elementos multijugador incluyen interacciones con otros jugadores, que se incorporan al juego para proporcionar elementos tradicionales de rol, como la elaboración. El combate incluye armas a distancia y cuerpo a cuerpo.
El crecimiento del personaje está dominado principalmente por el equipo, más que por las 'estadísticas' de los jugadores; Los "talismanes", ya sean encontrados o fabricados, se utilizan para mejorar las habilidades de los personajes o proporcionar otras ventajas en el juego.

## Desarrollo
El material publicitario inicial del juego se lanzó a mediados de 2014. Durante la conferencia de prensa de Microsoft en el E3 2015, Ashen fue revelado como un lanzamiento exclusivo de la consola Xbox desarrollado por Aurora44 (ahora A44) bajo el programa de desarrollo independiente ID@Xbox. Los elementos de diseño del juego lanzados inicialmente en 2014 incluían elementos de supervivencia y efectos elementales, como el viento como ayuda o obstáculo. La geografía y los ecosistemas del mundo estaban pensados para ser modelados de manera realista, para jugar con estilos de juego inteligentes dentro de los mecanismos de supervivencia; Además, se pretendía que la geografía natural se basara en una geología subyacente. Un elemento del juego en el mundo es un enemigo conocido como el "roer", que tiene la capacidad de erosionar el medio ambiente "como un ácido abrasador". Gran parte del trasfondo, el escenario y la sensación del mundo fueron influenciados por la novela The Road de Cormac McCarthy. El combate se describió como similar a la serie Souls, siendo de alto riesgo, siendo la resistencia un factor importante en el combate.
Los elementos multijugador se describieron como "pasivos", lo que significa que jugar con un compañero (s) no es obligatorio y es completamente opcional, aunque ciertas situaciones requieren un juego cooperativo; También se implementarán aliados de IA (controlados por computadora). El elemento multijugador "pasivo" incluía la conversión de un compañero de jugador humano en un personaje no jugador (NPC) controlado por la IA si podían ser escoltados a la ciudad natal del aventurero principal; sin embargo, no se garantizaba que tales PNJ controlados por la IA fueran completamente benignos. Las influencias del estilo artístico se citaron inicialmente como Superbrothers: Sword & Sworcery EP, Shadow of the Colossus y The Legend of Zelda. Los desarrolladores también declararon que habían sido influenciados por la narración emergente multijugador que se encuentra en el videojuego DayZ.

## Lanzamiento
Aunque inicialmente figuraba en Steam, Ashen se anunció más tarde como una exclusiva cronometrada de Epic Games Store, pero también se incluyó más tarde como una Microsoft Store y un título de Xbox One como una exclusiva cronometrada también.

## Recepción
Ashen fue calificado con 9/10 por GameSpot y 4/5 por GamesRadar+. Eurogamer también elogió el juego, otorgándole la marca "Recomendado por Eurogamer". El juego se notó a través de múltiples revisiones para mantener similitudes con la serie Souls, específicamente con Dark Souls.

### Premios
| Año  | Premio                                                                  | Categoría                                   | Resultado | Árbitro |
| ---- | ----------------------------------------------------------------------- | ------------------------------------------- | --------- | ------- |
| 2017 | Premios de la crítica de juegos                                         | Mejor juego independiente                   |           | [ 6 ]   |
| 2019 | Premios de la Academia Nacional de Revisores Comerciales de Videojuegos | Juego, juego de rol original                |           | [ 7 ]   |
| 2019 | Premios de la Academia Nacional de Revisores Comerciales de Videojuegos | Puntuación original Light Mix, nueva IP     |           | [ 7 ]   |
| 2019 | Premios SXSW Gaming                                                     | Nueva propiedad intelectual más prometedora |           | [ 8 ]   |
| 2019 | Premios Golden Joystick                                                 | Juego de Xbox del año                       |           | [ 9 ]   |